# 임라힐
임라힐(Imrahil)은 《반지의 제왕》 등장인물이다. 그는 곤도르의 제후국 돌 암라스의 영주로 반지 전쟁 당시 사우론을 위시한 사악한 무리에 맞서 싸웠다. 작중에서 섭정이었던 데네소르 2세를 대신하여 간달프와 함께 곤도르 군대를 지휘하며 자신의 최정예 부대 백조 기사단을 이끌고 미나스 티리스 공성전에서 적극적으로 맞섰다. 작중에서는 아라고른 2세를 이실두르의 후계자로 알아보고 그 자리에서 충성을 맹세했다. 또한 아라고른과 함께 모란논 전투까지 함께한 것으로 알려졌다.
전쟁이 끝난 후 평화롭게 살았으며 태양의 4시대 34년에 죽었고 그의 딸은 로한의 왕 에오메르와 혼인하였다고 한다.